# Max Pauly
Pour les articles homonymes, voir Pauly.
Max Pauly, né le 1er juin 1907 à Wesselburen et mort le 8 octobre 1946 à Hamelin, a été Standartenführer, commandant du camp de concentration du Stutthof de septembre 1939 à août 1942, puis il a été le deuxième dirigeant du camp de concentration de Neuengamme, au Sud-Est de Hambourg. 
Il organise l'évacuation du camp de Neuengamme. C'est lui qui demandé l'exécution des enfants venant d'Auschwitz en leurs injectant de la morphine puis en les pendant. Il a été jugé au procès de Neuengamme, puis exécuté par pendaison (par Albert Pierrepoint).